# Baron Stafford
Baron Stafford est un titre créé à plusieurs reprises dans la pairie d'Angleterre. Ses détenteurs ont parfois été également titrés comte de Stafford (Earl of Stafford) ou vicomte Stafford (Viscount Stafford).

## Baron Stafford, première création (1299)

Blason de Ralph de Stafford.

Edmund de Stafford est convoqué par mandat du Parlement en tant que baron Stafford en 1299.
1. Edmund de Stafford (mort en 1308)
2. Ralph de Stafford (1301-1372), fils du précédent, créé comte de Stafford en 1350
3. Hugh de Stafford (vers 1344-1386), fils du précédent
4. Thomas de Stafford (en) (vers 1368-1392), fils du précédent
5. William Stafford (en) (1375-1395), frère du précédent
6. Edmond Stafford (1377-1403), frère du précédent
7. Humphrey Stafford (1402-1460), fils du précédent, également duc de Buckingham
8. Henry Stafford (1455-1483), petit-fils du précédent, également duc de Buckingham, dépouillé de ses titres en 1483
9. Edward Stafford (1478-1521), fils du précédent, également duc de Buckingham, rétabli en 1485, dépouillé de ses titres en 1521

## Baron Stafford de Clifton, deuxième création (1371)
Richard Stafford, fils de Richard Stafford (mort en 1380), le benjamin des fils d'Edmund de Stafford, est convoqué par mandat du Parlement en tant que baron Stafford de Clifton en 1371.
1. Richard Stafford
2. Edmund Stafford (en) (mort en 1419), fils du précédent, également évêque d'Exeter
3. Thomas Stafford (mort en 1425), frère du précédent
4. Thomas Stafford (mort en 1445), fils du précédent

## Baron Stafford, troisième création (1411)
Hugh Stafford, fils cadet du 2e comte Hugh de Stafford, est convoqué par mandat du Parlement en tant que baron Stafford en 1411.
1. Hugh Stafford (ru) (mort en 1420), mort sans descendance

## Baron Stafford, quatrième création (1547)
Henry Stafford, fils d'Edward Stafford, est titré baron Stafford par le roi Édouard VI en 1547. D'abord considéré comme une nouvelle création, ce titre est rattaché à celui de 1299 en 1558 (d'où une double numérotation des barons).
1. (10) Henry Stafford (1501-1563)
2. (11) Henry Stafford (en) (mort en 1566), fils du précédent
3. (12) Edward Stafford (1536-1603), frère du précédent
4. (13) Edward Stafford (1572-1625), fils du précédent
5. (14) Henry Stafford (ru) (1621-1637), petit-fils du précédent
6. (15) Roger Stafford (en) (vers 1572-1640), petit-fils du premier baron par un fils cadet, perd son titre pour raisons financières en 1637, mort sans descendance

## Baron Stafford, cinquième création (1640) et vicomte Stafford (1640)
William Howard, benjamin des fils du comte d'Arundel, épouse en 1637 Mary Stafford, la sœur du cinquième baron Henry Stafford. Ils sont titrés baron et baronne Stafford en septembre 1640, puis William Howard est également titré vicomte Stafford au mois de novembre.
1. William Howard (1614-1680), dépouillé de ses titres en 1680
2. Mary Howard (en) (1619-1694)

## Comte de Stafford (1688)
En 1688, Mary Howard (en) est créée comtesse de Stafford (Countess of Stafford) à vie par Jacques II, tandis que son fils Henry Stafford-Howard (en) est titré comte de Stafford. Les titres de barons Stafford et vicomte Stafford restent sous le coup de la décision de 1680 et ne sont pas relevés.
1. Henry Stafford-Howard (en) (vers 1648-1719), mort sans descendance
2. William Stafford-Howard (en) (vers 1690-1734), neveu du précédent
3. William Matthias Stafford-Howard (en) (1718-1751), fils du précédent, mort sans descendance
4. John Paul Stafford-Howard (1700-1762), oncle du précédent et frère de William, mort sans descendance

## Baron Stafford (1640) relevé
Anastasia Stafford-Howard (1722-1807), fille de William Stafford-Howard, reprend le titre de baronne Stafford à la mort de son oncle John Paul Stafford-Howard en 1762. À sa mort, les droits sur le titre passent à un cousin éloigné, William Jerningham (1736-1809, 6e baronnet Jerningham de Cossey : sa mère est la fille de Mary Plowden, sœur de John Paul Stafford-Howard. Le fils de Jerningham, George William Stafford-Jerningham, obtient de la Chambre des lords l'annulation de la décision de 1680, et il obtient gain de cause en 1825, devenant le 8e baron Stafford.
1. George Stafford-Jerningham (1771-1851), également baronnet Jerningham de Cossey
2. Henry Valentine Stafford-Jerningham (en) (1802-1884), fils du précédent, également baronnet Jerningham de Cossey
3. Augustus Frederick FitzHerbert Stafford-Jerningham (1830-1892), neveu du précédent, également baronnet Jerningham de Cossey
4. FitzHerbert Edward Stafford-Jerningham (1833-1913), frère du précédent, également baronnet Jerningham de Cossey
5. Francis Edward Fitzherbert-Stafford (en) (1859-1932), neveu du précédent
6. Edward Stafford Fitzherbert (en) (1864-1941), frère du précédent
7. Basil Francis Nicholas Fitzherbert (en) (1926-1986), neveu du précédent
8. Francis Melfort William Fitzherbert (en) (né en 1954), fils du précédent